# Samuel Hodgetts
Samuel Ernest „Sam“ Hodgetts (* 28. Oktober 1877 in Birmingham; † 4. März 1944 ebenda) war ein britischer Turner.

## Erfolge
Samuel Hodgetts gab 1908 in London sein Olympiadebüt und trat dort im Einzelmehrkampf an, einem der beiden Wettkämpfe im Geräteturnen. Er belegte dabei den sechsten Platz. Vier Jahre darauf nahm er an den Olympischen Spielen in Stockholm ebenfalls im Einzelmehrkampf teil und platzierte sich auf dem 25. Rang. Darüber hinaus gehörte Hodgetts zur britischen Turnriege im Mannschaftsmehrkampf. Dabei traten insgesamt fünf Mannschaften an, die aus 16 bis 40 Turnern bestanden und während des einstündigen Wettkampfs gleichzeitig antreten mussten. Bewertet wurden neben der Ausführung der Übungen an den Geräten auch das Verlassen und der Wechsel der Geräte sowie der Einmarsch zu Beginn. Am Ende wurden anhand eines Durchschnittswerts der einzelnen Nationen die Abschlussplatzierungen ermittelt. Neben den Briten traten auch Turnriegen aus Italien, Ungarn, dem Deutschen Reich und Luxemburg an. Mit 53,15 Punkten setzten sich die Italiener gegen ihre Konkurrenten durch. Die Ungarn erzielten indes 45,45 Punkte und belegten damit vor den drittplatzierten Briten mit 36,90 Punkten den zweiten Platz. Hodgetts gewann somit zusammen mit Albert Betts, William Cowhig, Sidney Cross, Harry Dickason, Herbert Drury, Bernard Franklin, Leonard Hanson, Charles Luck, William MacKune, Ronald McLean, Alfred Messenger, Henry Oberholzer, Edward Pepper, Edward Potts, Reginald Potts, George Ross, Charles Simmons, Arthur Southern, William Titt, Charles Vigurs, Samuel Walker und John Whitaker die Bronzemedaille.
Auch bei den Olympischen Spielen 1920 in Antwerpen war Hodgetts Teil der britischen Turnriege im Mannschaftsmehrkampf. Diesmal schlossen die Briten den erneut fünf Mannschaften umfassenden Wettkampf mit 299,115 Punkten auf dem letzten Platz ab, knapp hinter den mit 305,255 Punkten viertplatzierten Tschechoslowaken, aber weit hinter den Medaillenrängen, die Italien, Belgien und Frankreich belegten.
Mit dem Verein Birmingham Dolobran gewann er 1906 und 1907 mit dem Adams Shield die britischen Mannschaftsmeisterschaften, 1909 gewann er den Titel mit dem Birmingham Athletic Institute. 1909 wurde er darüber hinaus englischer Meister im Einzelmehrkampf. Weitere Titelgewinne im Adams Shield folgten 1910 und 1911.